# Crepidodera pluta
Crepidodera pluta es un coleóptero de la familia Chrysomelidae. Fue descrita científicamente en 1804 por Latreille.